# Loutkové divadlo Srdíčko

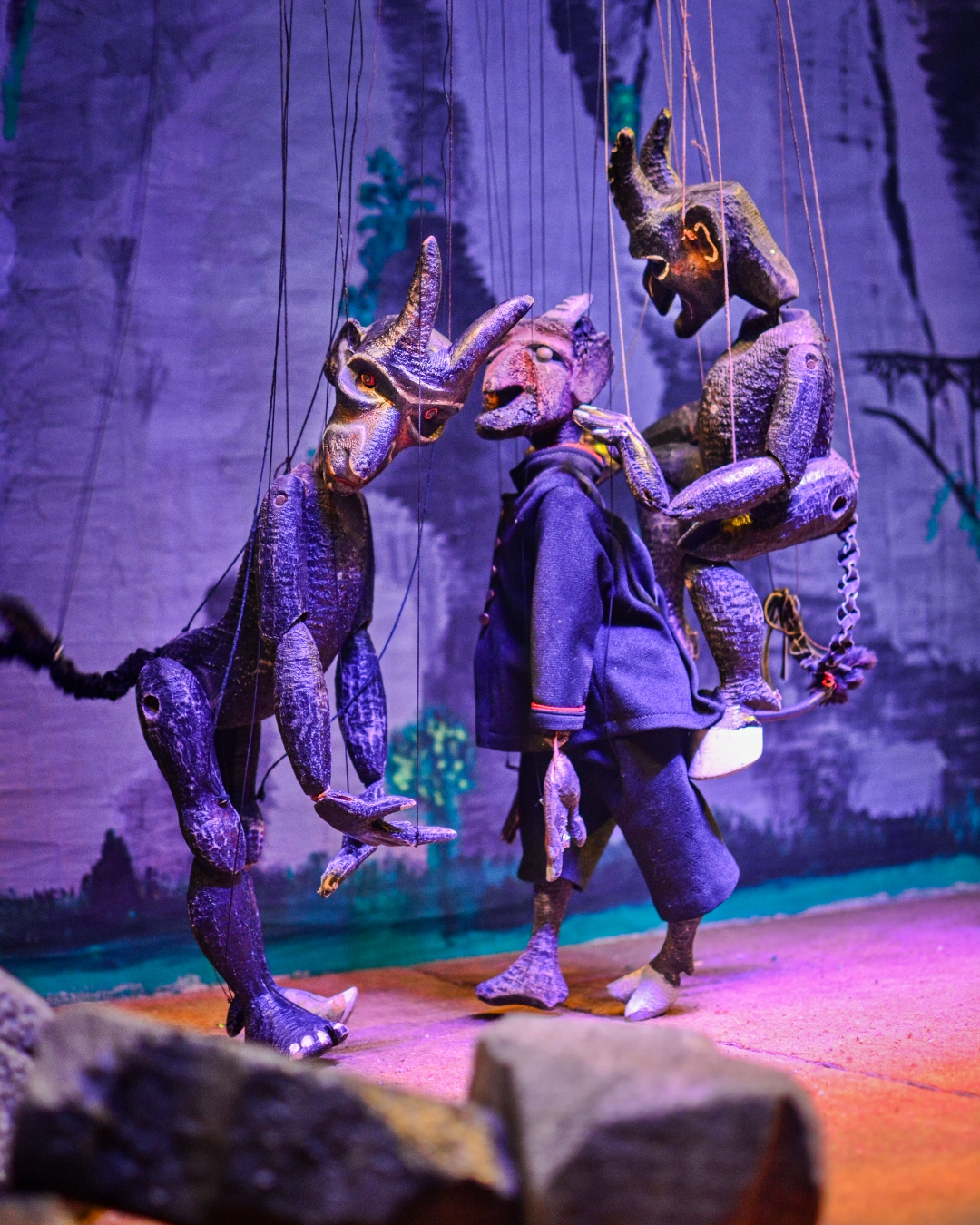
Fotka z představení "Čerti na Velíši"

Loutkové divadlo Srdíčko je loutkové divadlo v Jičíně, v Husově ulici, v suterénních prostorech Masarykova divadla. Loutkové divadlo je organizačně začleněno pod Kulturní zařízení města Jičína.
Zde si jeho členové vlastními silami vybudovali divadelní sál a zázemí po přesídlení scény z budovy pošty, kde divadlo začínalo. V divadle se hrají pohádky pro děti pravidelně vždy od října do dubna, každých 14 dní, a to pouze v sobotu, vždy od 14 a 16 hodin. Každá pohádka se hraje jeden měsíc, tj. pouze 4 představení, a je určena jak pro malé, tak i velké diváky.
Loutkové divadlo svá představení zájezdově hraje i v jiných divadlech (např. Libáň, Hořice, Bzenec, Úpice, Nová Paka, Sobotka...), případně hraje na své přenosné scéně (např. dětský den ve Vrbici, Psinicích, Březce, jarmark v Holovousích, Krajská vědecká knihovna v Liberci, Ralsko-Kuřívody, mikulášská nadílka v Holenicích, Benátky nad Jizerou, ...).
Všechny pohádky jsou režírovány ve vlastní úpravě. Jedná se o hry psané přímo pro potřeby divadla, nebo jsou zpracovány na náměty lidových pohádek, případně jiných autorů (např. J. Š. Kubín, B. Němcová, H. Ch. Andersen). Veškeré kulisy, rekvizity i hudba jsou vlastní výroby.

## Historie

### Historie do roku 1993
V Jičíně se loutkové divadlo hrálo již před rokem 1900. Historie loutkového divadla Srdíčko však začíná až rokem 1951, kdy se nadšení divadelní ochotníci Jaro Fric a Jiří Škaloud snažili obnovit staré loutkářské tradice a byla zakoupena scéna, dekorace, několik loutek a další technické vybavení od Emila Koláře a Uměleckého loutkového divadla Josefa Koláře. V budově poštovního úřadu byla vyčleněna místnost, ve které bylo možno zkoušet a hrát.
Prvním principálem divadla se stal Jaro Fric, technickým vedoucím Emil Kolář a správcem divadla Jiří Škaloud. Jak praví kronika: „Soubor se rozhodl jít cestou, která je jednou z nejkrásnějších, na jejímž konci je odměna vpravdě nejvzácnější – uspokojení dětského srdce a povznesení dětské duše. Od srdce nás všech, kdož hrajeme, k srdci nejposlednějšího diváka v sále bylo vždy hráno a bude hráno.“ Divadlo, které zahájilo svou činnost v roce 1952 dostalo díky tomu název „SRDÍČKO“.
Kmenovým repertoárem souboru se staly klasické loutkové pohádky (Královna Pohádka, Začarovaný les, Sůl nad zlato, Perníková chaloupka, O zlaté rybce, Honza vítězí nad čarodějnicí, Bacilínek, …). Později si členové souboru troufli i na loutkovou inscenaci Jiráskovy Lucerny.
V roce 1957 se divadlo přestěhovalo do suterénních prostor dnešního Masarykova divadla, které si loutkáři přestavěli a upravili vlastní silou, a ve stejnou dobu se vedení Srdíčka se ujali Zdena Kalábová a Jiří Škaloud. 13. září 1959 zahájilo Srdíčko provoz v nových prostorách, kde sídlí dosud. Tradiční repertoár byl obohacen složitějšími pohádkami (např. Dračí komedie, O nespokojeném kohoutkovi, Ostrov splněných přání, Šuki a Muki, …).
Od roku 1964, pod vedením principála Jaro Frice hrálo divadlo každou sobotu od 15 hodin, a to jeden titul po dvě soboty. Za sezónu stihli loutkáři až 12 premiér. Uváděli se především klasické pohádky s Kašpárkem (Kašpárkova Rozárka, Začarovaný Kašpárek, Kašpárek lékařem, Kašpárek a čert, …)
Po smrti J. Frice v roce 1972 vedení souboru převzala znovu Zdena Kalábová. Kromě pravidelných sobotních představení hrálo Srdíčko i pro mateřské školy a účastnilo se přehlídek amatérských souborů, na nichž získávalo řadu ocenění a uznání.
Roku 1976 přešlo vedení Srdíčka do rukou nové vedoucí Marie Erlebachové. Sezóna 1977/78 proběhla ve znamení oslav 25. výročí založení Srdíčka. Slavnostní představení pohádek J. Š. Kubína s názvem Čertí hlouposti připravil Ctirad Jelínek, tehdy herec divadla Drak v Hradci Králové. Soubor hrál nadále každou sobotu, mnohá představení se opakovala pro velký zájem diváků i třikrát. S pohádkami se také vyjíždělo na letní dětské tábory v okolí Jičína a k pacientům do Lázní Železnice.
V sezóně 1981/82 nastoupila na místo vedoucího Srdíčka Věra Holá. Soubor se snažil rozšířit repertoár novými, méně známými představeními (Princezna Zubejda, Krakonoš, Dvě Cecilky, Chalupník a čert, Vodníkova Hanička, Čertimlýn, …).
Po hygienické a požární revizi na podzim roku 1983 byly prostory divadla uzavřeny pro veřejnost. Soubor musel hrát v provizorních prostorách na Malém sále Kulturního domu, ale jeho aktivita postupně opadala. V dubnu 1985 se stal principálem divadélka Srdíčko Zdeněk Prokeš, avšak počet představení i diváků nadále klesal.

### Historie po roce 1993
Nová historie loutkového divadla Srdíčko začíná od 4. června 1993, kdy se po rekonstrukci prostor divadlo otevřelo pro veřejnost podruhé.

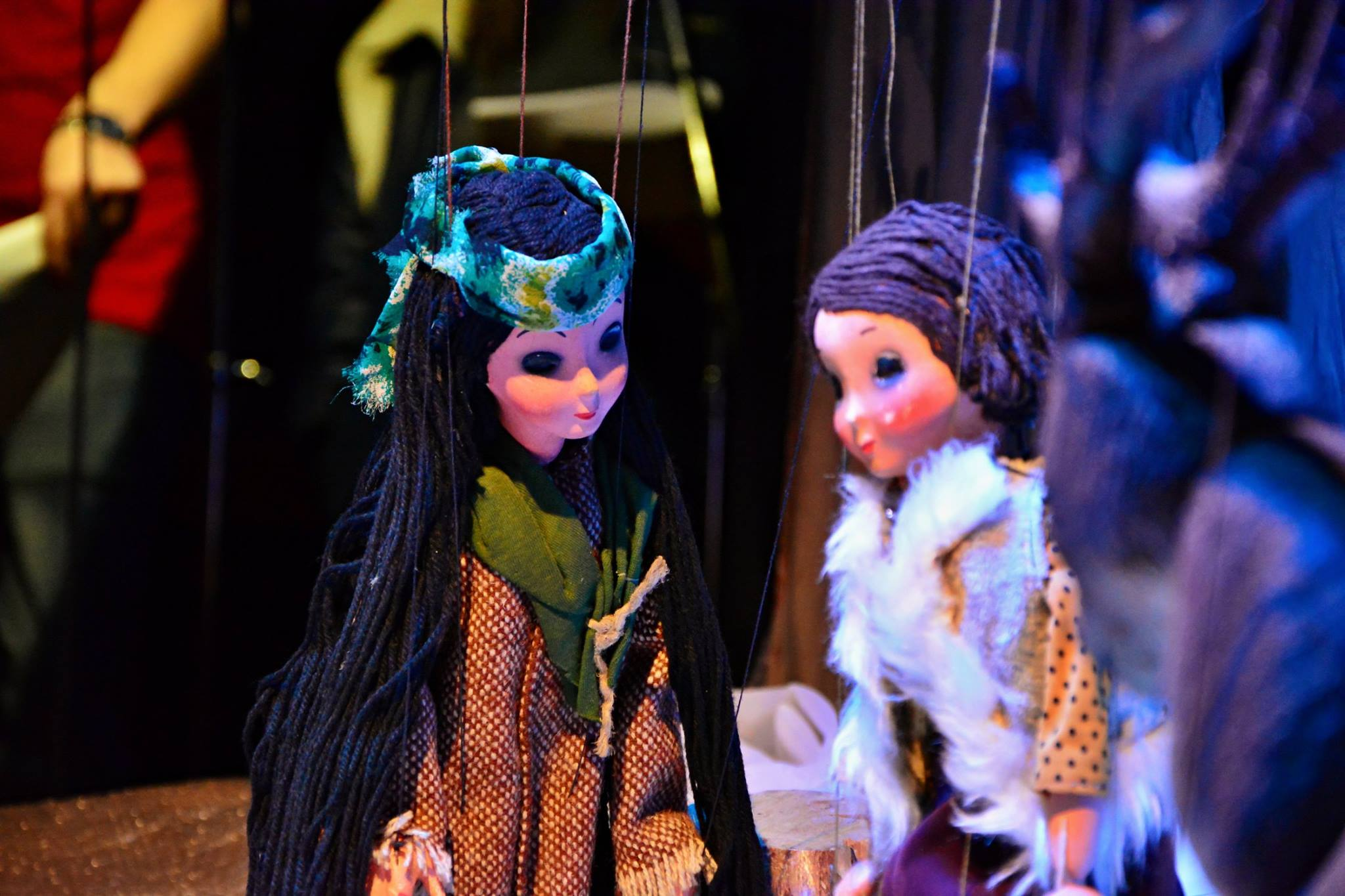
Fotka z představení "Sněhová Královna"

1. května 1995 se divadlo vydalo na zájezd na Moravu do Bzence, kde navázali spolupráci s tamějšími loutkáři, která trvá dodnes. Soubor také dvakrát vystoupil na Staroměstském náměstí v Praze, a to v roce 1995 na Vánočních trzích a v roce 1996 o Velikonocích. Opakovaně hrál v Libáni, Sobotce, Ostroměři, Turnově a na setkání amatérských malířů ve Studeňanech a v Libosadě. Nejvýznamnější zájezd souboru se uskutečnil v roce 1998 – tehdy vystoupilo Srdíčko s inscenací hry Dr. Faust v italském Trentu.
V září roku 2007 byl členy souboru zvolen nový principál Milan Smolík. Zároveň se do Srdíčka vrací někteří dřívější členové a přicházejí i mladí lidé. Návštěvnost představení začíná stoupat, často jsou vyprodána. Navazují se kontakty i s dalšími divadly a soubor se často vydává na zájezdová představení. (Spojáček Liberec, Rolnička Benátky nad Jizerou, Zvonek Hořice, Na židli Turnov, Rolnička Nová Paka, Klub loutkářů Úpice)
Na podzim roku 2012 soubor oslavil 60 let od svého vzniku. Při této příležitosti, po dobu 8 týdnů, pořádal přehlídku spřátelených loutkových divadel a pro své bývalé členy a přátele uspořádal společenský večer, během něhož se vrátil k začátku své existence a uvedl novou úpravu pohádkové hry Aloise Jiráska Lucerna.
Soubor však nezapomíná ani na dospělé diváky a ke svému 65. výročí speciálně pro ně nastudoval hru "Ze vzpomínek komorné aneb Milostné příběhy italské", kterou podle světoznámé knihy Dekameron napsal člen souboru Liboslav Kučera. Hra je na repertoáru stále a na jeviště se opakovaně vrací. Vyprodaná představení svědčí o její oblibě.
Na podzim roku 2022 oslavilo divadlo 70. výročí svého vzniku a uspořádalo přehlídku spřátelených loutkových divadel a v podvečer vystrojilo galavečer pro představitele města, přátele a bývalé členy a při této příležitosti obdrželo ocenění „za udržování a rozvíjení loutkářské tradice v Jičíně“ od starosty města Jičína JUDr. Jana Malého.